# Monstrous moonshine
In matematica, la monstrous moonshine è la connessione inaspettata tra il gruppo mostro M e le funzioni modulari, in particolare, l'invariante j. L'osservazione numerica iniziale venne fatta da John McKay nel 1978, e la frase fu coniata nel 1979 da John Conway e Simon P. Norton.
Il monstrous moonshine è alla base di un'algebra di operatori di vertice chiamata modulo moonshine costruito da Igor Frenkel, James Lepowsky e Arne Meurman nel 1988, che ha il gruppo mostro come gruppo di simmetrie. Questa algebra è comunemente interpretata come una struttura alla base di una teoria di campo conforme bidimensionale, consentendo alla fisica di formare un ponte tra due aree matematiche. Le congetture fatte da Conway e Norton furono dimostrate da Richard Borcherds per il modulo moonshine nel 1992 utilizzando il teorema no-ghost della teoria delle stringhe e della teoria delle algebre degli operatori di vertice e delle algebre generalizzate di Kac-Moody.

## Storia
Nel 1978, John McKay notò come i primi termini della serie di Fourier dell'invariante J normalizzata (sequenza A014708 nell'OEIS),
{\displaystyle J(\tau )={\frac {1}{q}}+196884{q}+21493760{q}^{2}+864299970{q}^{3}+20245856256{q}^{4}+\cdots }
dove {\displaystyle q=e^{2i\pi \tau }} e {\displaystyle \tau } è il rapporto di semiperiodo possono essere espressi mediante combinazioni lineari delle dimensioni di rappresentazioni irriducibili {\displaystyle r_{n}} del gruppo mostro M (sequenza A001379 nell'OEIS) con piccoli coefficienti non-negativi. Sia {\displaystyle r_{n}} = 1, 196883, 21296876, 842609326, 18538750076, 19360062527, 293553734298, ... allora
{\displaystyle {\begin{aligned}1&=r_{1}\\196884&=r_{1}+r_{2}\\21493760&=r_{1}+r_{2}+r_{3}\\864299970&=2r_{1}+2r_{2}+r_{3}+r_{4}\\20245856256&=3r_{1}+3r_{2}+r_{3}+2r_{4}+r_{5}=2r_{1}+3r_{2}+2r_{3}+r_{4}+r_{6}\\333202640600&=5r_{1}+5r_{2}+2r_{3}+3r_{4}+2r_{5}+r_{7}=4r_{1}+5r_{2}+3r_{3}+2r_{4}+r_{5}+r_{6}+r_{7}\\\end{aligned}}}
dove a sinistra si hanno i coefficienti di {\displaystyle j(\tau )}, mentre a destra gli interi {\displaystyle r_{n}} sono le dimensioni delle rappresentazioni irriducibili del gruppo mostro M. (Siccome esistono diverse relazioni lineari tra gli {\displaystyle r_{n}} come {\displaystyle r_{1}-r_{3}+r_{4}+r_{5}-r_{6}=0}, la rappresentazione potrebbe presentarsi in molteplici modi.) McKay vide questo come una prova che esiste una naturale rappresentazione graduata a dimensione infinita di M, la cui dimensione graduata è data dai coefficienti di J e i cui pezzi di peso inferiore si decompongono in rappresentazioni irriducibili come sopra. Dopo aver informato John G. Thompson di questa osservazione, Thompson suggerì che poiché la dimensione graduata è solo la traccia graduata dell'elemento identità, anche le tracce graduate degli elementi non banali g di M su tale rappresentazione potrebbero essere interessanti.
Conway e Norton calcolarono i termini di ordine inferiore di tali tracce graduate, ora noti come serie di McKay-Thompson Tg, e scoprirono che sembravano tutte espansioni di Hauptmoduln (curve modulari con genere nullo). In altre parole, se Gg è il sottogruppo di SL2(R) che fissa Tg, allora il quoziente della semipiano complesso superiore per Gg è una sfera con un numero finito di punti rimossi, e inoltre Tg genera il campo di funzioni meromorfe su questa sfera.
Sulla base dei loro calcoli, Conway e Norton hanno prodotto una lista di Hauptmoduln e hanno congetturato l'esistenza di una rappresentazione graduata di dimensione infinita di M, le cui tracce graduate Tg sono le espansioni proprio delle funzioni sulla loro lista.
Nel 1980, A. Oliver L. Atkin, Paul Fong e Stephen D. Smith hanno prodotto una forte prova computazionale dell'esistenza di una tale rappresentazione graduata, scomponendo un gran numero di coefficienti di J in rappresentazioni di M. Una rappresentazione graduata la cui dimensione graduata è J , chiamato modulo moonshine, fu costruita esplicitamente da Igor Frenkel, James Lepowsky e Arne Meurman, fornendo una soluzione efficace alla congettura di McKay-Thompson, e determinarono anche le tracce graduate per tutti gli elementi nel centralizzatore di un'involuzione di M, risolvendo parzialmente la congettura di Conway-Norton. Inoltre, hanno dimostrato che lo spazio vettoriale che hanno costruito, chiamato Modulo Moonshine {\displaystyle V^{\natural }} , ha la struttura addizionale di un'algebra di operatori di vertice, il cui gruppo di automorfismi è proprio M.
Nel 1985, l'Atlante dei gruppi finiti fu pubblicato da un gruppo di matematici, tra cui John Conway. L'Atlante, che enumera tutti i gruppi sporadici, includeva "Moonshine" come sezione nel suo elenco delle proprietà notevoli del gruppo mostro.
Borcherds ha dimostrato la congettura di Conway-Norton per il modulo Moonshine nel 1992. Ha vinto la medaglia Fields nel 1998 in parte per la sua soluzione della congettura.

## Il modulo moonshine
la costruzione di Frenkel–Lepowsky–Meurman inizia con due strumenti principali:
1. La costruzione di un'algebra degli operatori dei vertici di reticolo VL per un reticolo L di grado n. In termini fisici, questa è l'algebra chirale per una stringa bosonica compattata su di un toro Rn/L. Può essere descritta grossomodo come il prodotto tensoriale dell'anello di gruppo di L con la rappresentazione dell'oscillatore in n dimensioni (che è isomorfo all'anello dei polinomi in infiniti generatori). Per il caso in questione, si imposta L come reticolo di Leech, che ha grado 24.
2. La costruzione orbifold. In termini fisici, questo descrive una stringa bosonica che si propaga in un orbifold quoziente. La costruzione di Frenkel–Lepowsky–Meurman fu la prima volta in cui gli orbifold apparvero nella teoria dei campi conformi. Attaccato alla –1 involuzione del reticolo di Leech c'è un'involuzione h di VL e un VL-modulo irriducibile h-contorto, che inerita un sollevamento ad involuzione h. Per ottenere il modulo moonshine, si prende il sottospazio di punti fissi di h nella somma diretta di VL e il suo modulo contorto.

Frenkel, Lepowsky e Meurman hanno poi dimostrato che il gruppo di automorfismi del modulo moonshine, come algebra degli operatori di vertice, è M. Inoltre, hanno determinato che le tracce graduate degli elementi nel sottogruppo 21+24.Co1 corrispondono alle funzioni previste da Conway e Norton.

## La dimostrazione di Borcherds
La dimostrazione di Richard Borcherds della congettura di Conway e Norton può essere suddivisa nei seguenti passaggi principali:
1. Si inizia con un'algebra degli operatori di vertice V con una forma bilineare invariante, un'azione di M mediante automorfismi e con la nota scomposizione degli spazi omogenei dei sette gradi inferiori in M-rappresentazioni irriducibili. Ciò è stato fornito dalla costruzione e analisi di Frenkel-Lepowsky-Meurman del modulo Moonshine.
2. Un'algebra di Lie {\displaystyle {\mathfrak {m}}}, chiamata la algebra mostro di Lie, è costruita da V utilizzando un funtore di quantizzazione. È un'algebra di Lie di Kac-Moody generalizzata con un'azione mostro mediante automorfismi. Utilizzando il teorema "no-ghost" di Goddard-Thorn della teoria delle stringhe, si scopre che le molteplicità delle radici sono coefficienti di J.
3. Si utilizza l'identità del prodotto infinito Koike-Norton-Zagier per costruire un'algebra di Lie di Kac-Moody generalizzata mediante generatori e relazioni. L'identità viene dimostrata utilizzando il fatto che gli operatori di Hecke applicati a J producono polinomi in J.
4. Confrontando le molteplicità delle radici, si trova che le due algebre di Lie sono isomorfe e, in particolare, la formula del denominatore di Weyl per {\displaystyle {\mathfrak {m}}} è precisamente l'identità di Koike-Norton-Zagier.
5. Utilizzando l'omologia dell'algebra di Lie e le operazioni di Adams, per ciascun elemento viene data un'identità di denominatore contorta. Queste identità sono legate alla serie di McKay-Thompson Tg più o meno allo stesso modo in cui l'identità Koike-Norton-Zagier è legata a J.
6. Le identità distorte del denominatore implicano relazioni di ricorsione sui coefficienti di Tg, e il lavoro inedito di Koike ha mostrato che le funzioni candidate di Conway e Norton soddisfacevano queste relazioni di ricorsione. Queste relazioni sono abbastanza forti che basta verificare che i primi sette termini coincidano con le funzioni fornite da Conway e Norton. I termini più bassi sono dati dalla scomposizione dei sette spazi omogenei di grado più basso dati nel primo passaggio.

La dimostrazione è quindi completata. Lavori più recenti hanno semplificato e chiarito gli ultimi passaggi della dimostrazione. Jurisich ha scoperto che il calcolo dell'omologia potrebbe essere sostanzialmente abbreviato sostituendo la consueta scomposizione triangolare dell'algebra di Lie mostro con una scomposizione in una somma di gl2 e due algebre di Lie libere. Cummins e Gannon hanno dimostrato che le relazioni di ricorsione implicano automaticamente che le serie di McKay Thompson siano Hauptmoduln o terminino dopo al massimo 3 termini, eliminando così la necessità di calcolo nell'ultimo passaggio.

## Moonshine generalizzato
Conway e Norton suggerirono nel loro articolo del 1979 che forse la moonshine non è limitato al mostro, ma che fenomeni simili possono essere trovati per altri gruppi. Mentre le affermazioni di Conway e Norton non erano molto specifiche, i calcoli di Larissa Queen nel 1980 suggerivano fortemente che si possono costruire le espansioni di molti Hauptmoduln da semplici combinazioni di dimensioni di rappresentazioni irriducibili di gruppi sporadici. In particolare, ha scomposto i coefficienti della serie di McKay-Thompson in rappresentazioni di sottoquozienti del Mostro nei seguenti casi:
- T2B e T4A in rappresentazioni del gruppo di Conway Co0
- T3B e T6B in rappresentazioni del gruppo di Suzuki 3.2.Suz
- T3C in rappresentazioni del gruppo di Thompson Th = F3
- T5A in rappresentazioni del gruppo di Harada–Norton HN = F5
- T5B e T10D in rappresentazioni del gruppo di Hall-Janko 2.HJ
- T7A in rappresentazioni del gruppo di Held He = F7
- T7B e T14C in rappresentazioni di 2.A7
- T11A in rappresentazioni del gruppo di Mathieu 2.M12

Queen scoprì che anche le tracce di elementi non identitari producevano q-espansioni di Hauptmoduln, alcune delle quali non erano serie di McKay-Thompson del Mostro. Nel 1987, Norton combinò i risultati di Queen con i suoi calcoli per formulare la congettura della Moonshine generalizzata. Questa congettura asserisce che esiste una regola che assegna ad ogni elemento g del mostro, uno spazio vettoriale graduato V(g), e ad ogni coppia commutante di elementi (g, h) una funzione olomorfa f(g, h, τ) sul semipiano superiore, tale che:
1. Ogni V(g) è una rappresentazione proiettiva graduata del centralizzatore di g in M.
2. Ogni f(g, h, τ) è una funzione costante o un Hauptmodul.
3. Ogni f(g, h, τ) è invariante per coniugazione simultanea di g e h in M, a meno di un'ambiguità scalare.
4. Per ogni (g, h), c'è un sollevamento di h ad una trasformazione lineare su V(g), tale che l'espansione di f(g, h, τ) è data dalla traccia graduata.
5. Per ogni {\displaystyle {\begin{pmatrix}a&b\\c&d\end{pmatrix}}\in \operatorname {SL} _{2}(\mathbf {Z} )}, {\displaystyle f{\bigg (}g,h,{\frac {a\tau +b}{c\tau +d}}{\bigg )}} è proporzionale a {\displaystyle f{\big (}g^{a}h^{c},g^{b}h^{d},\tau {\big )}}.
6. f(g, h, τ) è proporzionale a J se e solo se g = h = 1.

Questa è una generalizzazione della congettura di Conway-Norton, perché il teorema di Borcherds riguarda il caso in cui g è impostato come identità.
Come la congettura di Conway-Norton, anche la Moonshine generalizzata ha un'interpretazione in fisica, proposta da Dixon–Ginsparg–Harvey nel 1988. Hanno interpretato gli spazi vettoriali V(g) come settori contorti di una teoria di campo conforme con simmetria mostruosa, e hanno interpretato le funzioni f(g, h, τ) come funzioni di partizione di genere uno, dove si forma un toro incollando lungo condizioni limite contorte. Nel linguaggio matematico, i settori contorti sono moduli contorti irriducibili, e le funzioni di partizione sono assegnate a curve ellittiche con fibrati mostro principali, il cui tipo di isomorfismo è descritto dalla monodromia lungo una base di 1-cicli, cioè una coppia di elementi commutanti.

## Moonshine modulare
All'inizio degli anni '90, il teorico dei gruppi A. J. E. Ryba scoprì notevoli somiglianze tra parti della tabella dei caratteri del mostro e i caratteri di Brauer di alcuni sottogruppi. In particolare, per un elemento g di ordine primo p nel mostro, molti caratteri irriducibili di un elemento di ordine kp la cui potenza k è g sono semplici combinazioni di caratteri di Brauer per un elemento di ordine k nel centralizzatore di g. Questa era la prova numerica di un fenomeno simile al monstrous moonshine, ma per rappresentazioni con caratteristica positiva. In particolare, Ryba ha congetturato nel 1994 che per ogni fattore primo p nell'ordine del mostro, esiste un'algebra di vertice graduata sul campo finito Fp con un'azione del centralizzatore di un elemento g di ordine p, tale che il carattere graduato di Brauer di ogni automorfismo p-regolare h è uguale alla serie di McKay-Thompson per gh.
Nel 1996, Borcherds e Ryba reinterpretarono la congettura come un'affermazione sulla coomologia di Tate di una forma integrale autoduale di {\displaystyle V^{\natural }}. Non si conosceva l'esistenza di questa forma integrale, ma costruirono una forma auto-duale su Z[1/2], che permise loro di lavorare con i numeri primi dispari p. La coomologia di Tate per un elemento di ordine primo ha naturalmente la struttura di una super algebra dei vertici su Fp, e hanno suddiviso il problema in un passaggio semplice che equipara la supertraccia graduata di Brauer con la serie di McKay-Thompson, e un passaggio difficile che mostra che la coomologia di Tate svanisce per un grado dispari. Hanno dimostrato l'affermazione di annullamento per i piccoli numeri primi dispari, trasferendo un risultato di annullamento dal reticolo di Leech. Nel 1998, Borcherds ha dimostrato che la scomparsa vale per i restanti numeri primi dispari, utilizzando una combinazione della teoria di Hodge e un perfezionamento del teorema no-ghost.
Il caso dell'ordine 2 richiede l'esistenza di una forma di {\displaystyle V^{\natural }} su un anello 2-adico, cioè una costruzione che non divide per 2, e all'epoca non si sapeva che esistesse. Rimangono molte altre domande senza risposta, ad esempio come la congettura di Ryba dovrebbe generalizzarsi alla coomologia di Tate degli elementi dell'ordine composito e la natura di qualsiasi connessione al Moonshine generalizzato e ad altri fenomeni di moonshine.

## Relazione ipotetica con la gravità quantistica
Nel 2007, E. Witten ha suggerito che la corrispondenza AdS/CFT produce una dualità tra la pura gravità quantistica nello spazio anti de Sitter (2 + 1)-dimensionale e le CFT olomorfe estremali. La gravità pura in 2 + 1 dimensioni non ha gradi di libertà locali, ma quando la costante cosmologica è negativa, nella teoria c'è un contenuto non banale, a causa dell'esistenza di soluzioni di buchi neri BTZ. I CFT estremi, introdotti da G. Höhn, si distinguono per la mancanza di campi primari Virasoro a bassa energia, e il modulo moonshine ne è un esempio.
Secondo la proposta di Witten, la gravità nello spazio AdS con costante cosmologica massimamente negativa è duale AdS/CFT rispetto a una CFT olomorfa con carica centrale c=24, e la funzione di partizione della CFT è precisamente j-744, cioè il carattere graduale del modulo moonshine. Assumendo la congettura di Frenkel-Lepowsky-Meurman secondo cui il modulo moonshine è l'unico VOA olomorfo con carica centrale 24 e carattere j-744, Witten ha concluso che la gravità pura con costante cosmologica massimamente negativa è duale rispetto al mostro CFT. Parte della proposta di Witten è che i campi primari di Virasoro sono duali rispetto agli operatori di creazione di buchi neri e, come verifica di coerenza, ha scoperto che nel limite di grande massa, la stima dell'entropia semiclassica di Bekenstein-Hawking per una data massa di buco nero concorda con il logaritmo della corrispondente molteplicità primaria di Virasoro nel modulo moonshine. Nel regime di massa ridotta, c'è una piccola correzione quantistica dell'entropia, ad esempio, i campi primari a energia più bassa restituiscono ln(196883) ~ 12,19, mentre la stima di Bekenstein-Hawking dà 4π ~ 12,57.
Il lavoro successivo ha perfezionato la proposta di Witten. Witten aveva ipotizzato che le CFT estreme con una costante cosmologica maggiore potessero avere una simmetria mostro molto simile al caso minimo, ma questo fu rapidamente escluso dal lavoro indipendente di Gaiotto e Höhn. Il lavoro di Witten e Maloney ha suggerito che la gravità quantistica pura potrebbe non soddisfare alcuni controlli di coerenza relativi alla sua funzione di partizione, a meno che alcune proprietà sottili delle selle complesse siano favorevoli. Tuttavia, Li–Song–Strominger hanno suggerito che una teoria della gravità quantistica chirale proposta da Manschot nel 2007 potrebbe avere proprietà di stabilità migliori, pur essendo duale rispetto alla parte chirale del mostro CFT, cioè, l'algebra mostro dei vertici. Duncan–Frenkel hanno prodotto ulteriori prove di questa dualità utilizzando le somme di Rademacher per produrre la serie McKay-Thompson come funzioni di partizione della gravità (2 + 1)-dimensionale mediante una somma regolarizzata su geometrie globali di isogenia del toro. Inoltre, hanno ipotizzato l'esistenza di una famiglia di teorie distorte della gravità chirale parametrizzate da elementi del mostro, suggerendo una connessione con il Moonshine generalizzato e le somme degli istantoni gravitazionali. Al momento, tutte queste idee sono ancora piuttosto speculative, in parte perché la gravità quantistica 3-dimensionale non ha un fondamento matematico rigoroso.

## Moonshine di Mathieu
Nel 2010, Tohru Eguchi, Hirosi Ooguri e Yuji Tachikawa osservarono che il genere ellittico di una superficie K3 può essere scomposto in caratteri dell'algebra superconforme N = (4,4), in modo tale che le molteplicità degli stati massicci sembrino semplici combinazioni di rappresentazioni irriducibili del gruppo di Mathieu M24. Ciò suggerisce che esiste una teoria del campo conforme del modello sigma con bersaglio K3 che porta la simmetria M24. Tuttavia, secondo la classificazione Mukai–Kondo, non esiste un'azione fedele di questo gruppo su nessuna superficie K3 mediante automorfismi simplettici e, secondo il lavoro di Gaberdiel–Hohenegger–Volpato, non esiste un'azione fedele su nessuna superficie conforme alla teoria dei campi con modello sigma K3, quindi la comparsa di un'azione sullo spazio di Hilbert sottostante è ancora un mistero.
Per analogia con la serie di McKay-Thompson, Miranda Cheng ha suggerito che sia le funzioni di molteplicità che le tracce graduate di elementi non banali di M24 formano forme modulari mock. Nel 2012, Gannon ha dimostrato che tutte le molteplicità tranne la prima sono combinazioni integrali non negative di rappresentazioni di M24, e Gaberdiel–Persson–Ronellenfitsch–Volpato hanno calcolato tutti gli analoghi delle funzioni moonshine generalizzate, suggerendo fortemente che qualche analogo della teoria di un campo conforme olomorfo si trova dietro al Moonshine di Mathieu. Sempre nel 2012, Cheng, Duncan e Harvey hanno raccolto prove numeriche di un fenomeno dell'umbral moonshine in cui famiglie di forme modulari mock sembrano essere attaccate ai reticoli di Niemeier. Il caso particolare del reticolo {\displaystyle A_{1}^{24}} produce il Moonshine di Mathieu, ma in generale il fenomeno non ha ancora un'interpretazione in termini di geometria.

## Origine del termine
Il termine "monstrous moonshine" fu coniato da Conway, il quale, quando John McKay gli disse alla fine degli anni '70 che il coefficiente di {\displaystyle q} (ovvero 196884) era esattamente uno in più del grado della più piccola rappresentazione fedele e complessa del gruppo mostro (ovvero 196883), rispose che si trattava di "moonshine" (nel senso di essere un'idea sciocca o pazza). Pertanto, il termine non si riferisce solo al gruppo mostro M; si riferisce anche alla follia dell'intricata relazione tra M e la teoria delle funzioni modulari.

## Osservazioni correlate
Il gruppo mostro fu studiato negli anni '70 dai matematici Jean-Pierre Serre, Andrew Ogg e John G. Thompson; hanno studiato il quoziente del piano iperbolico per sottogruppi di SL2(R), in particolare, il normalizzatore Γ0(p)+ del sottogruppo di congruenza di Hecke Γ0(p) in SL(2,R). Hanno scoperto che la superficie di Riemann risultante dal quoziente del piano iperbolico per Γ0(p)+ ha genere zero se e solo se p è 2, 3, 5, 7, 11, 13, 17, 19, 23, 29, 31, 41, 47, 59 o 71. Quando in seguito Ogg sentì parlare del gruppo mostro e notò che questi erano proprio i fattori primi della dimensione di M, pubblicò un articolo offrendo una bottiglia di whisky Jack Daniel's a chiunque potesse spiegare questo fatto.